# Karl Magnus Wegelius
Karl Magnus Wegelius (ur. 20 sierpnia 1884 w Hattula (Finlandia), zm. 9 grudnia 1936 w Londynie) – fiński sportowiec uprawiający gimnastykę, lekkoatletykę i strzelectwo sportowe. Brał udział w trzech letnich igrzyskach olimpijskich (Londyn 1908, Antwerpia 1920, Paryż 1924). Zdobył pięć medali olimpijskich: jeden brązowy w gimnastyce, jeden srebrny i trzy brązowe w strzelectwie. Na Mistrzostwach Świata w Strzelectwie w Sztokholmie w 1929 r. zdobył dwa medale brązowe. Był sześciokrotnym mistrzem Finlandii w strzelectwie sportowym i dwukrotnym w lekkoatletyce.

## Występy olimpijskie
Po raz pierwszy wystąpił na Letnich Igrzyskach Olimpijskich w Londynie w 1908 r. jako zawodnik fińskiej drużyny gimnastycznej. Wraz z drużyną zdobył brązowy medal we wszechstronnych zawodach gimnastycznych wtedy nazywanych zawodami w gimnastyce szwedzkiej (System szwedzki drużynowo mężczyzn).
W roku 1920 jako strzelec wystąpił dziesięciu konkurencjach Letnich Igrzysk Olimpijskich w Antwerpii, gdzie odniósł sukces w trzech konkursach drużynowych. Wraz z kolegami z drużyny wywalczył srebrny medal w konkurencji: Runda pojedyncza, strzelanie do sylwetki jelenia oraz dwa brązowe medale w konkurencjach: Runda podwójna, strzelanie do sylwetki jelenia i Strzelanie z karabinu wojskowego w pozycji leżąc z 300 m.
Ostatni raz uczestniczył w Letnich Igrzyskach Olimpijskich w Paryżu w 1924 r. w pięciu konkurencjach strzeleckich i tam ponownie zdobył brązowy medal w strzelaniu do rzutków w zawodach drużynowych.

## Tytuły międzynarodowe
Zdobył dwa brązowe medale na Mistrzostwach Świata w Strzelectwie w 1929 roku w konkurencjach:
- Runda pojedyncza do sylwetki jelenia, 100 metrów, drużynowo,
- Runda podwójna do sylwetki jelenia, 100 metrów, drużynowo[1].

## Tytuły krajowe
W strzelectwie sportowym zdobył sześć mistrzostw Finlandii w strzelaniu pojedynczym do sylwetki biegnącego jelenia w 1914, 1921, 1922, 1926, 1927 i 1928 roku.
W lekkoatletycznych mistrzostwach Finlandii w 1910 roku zdobył dwa złote medale za zwycięstwa w biegach sztafetowych: 4 × 100 metrów i 4 × 400 metrów.

## Okoliczności śmierci
9 grudnia 1936 roku, będąc w podróży służbowej, wsiadł do samolotu holenderskich linii lotniczych KLM na lotnisku Croydon w południowym Londynie. Samolot rozbił się kilka minut po starcie.